# K’naan

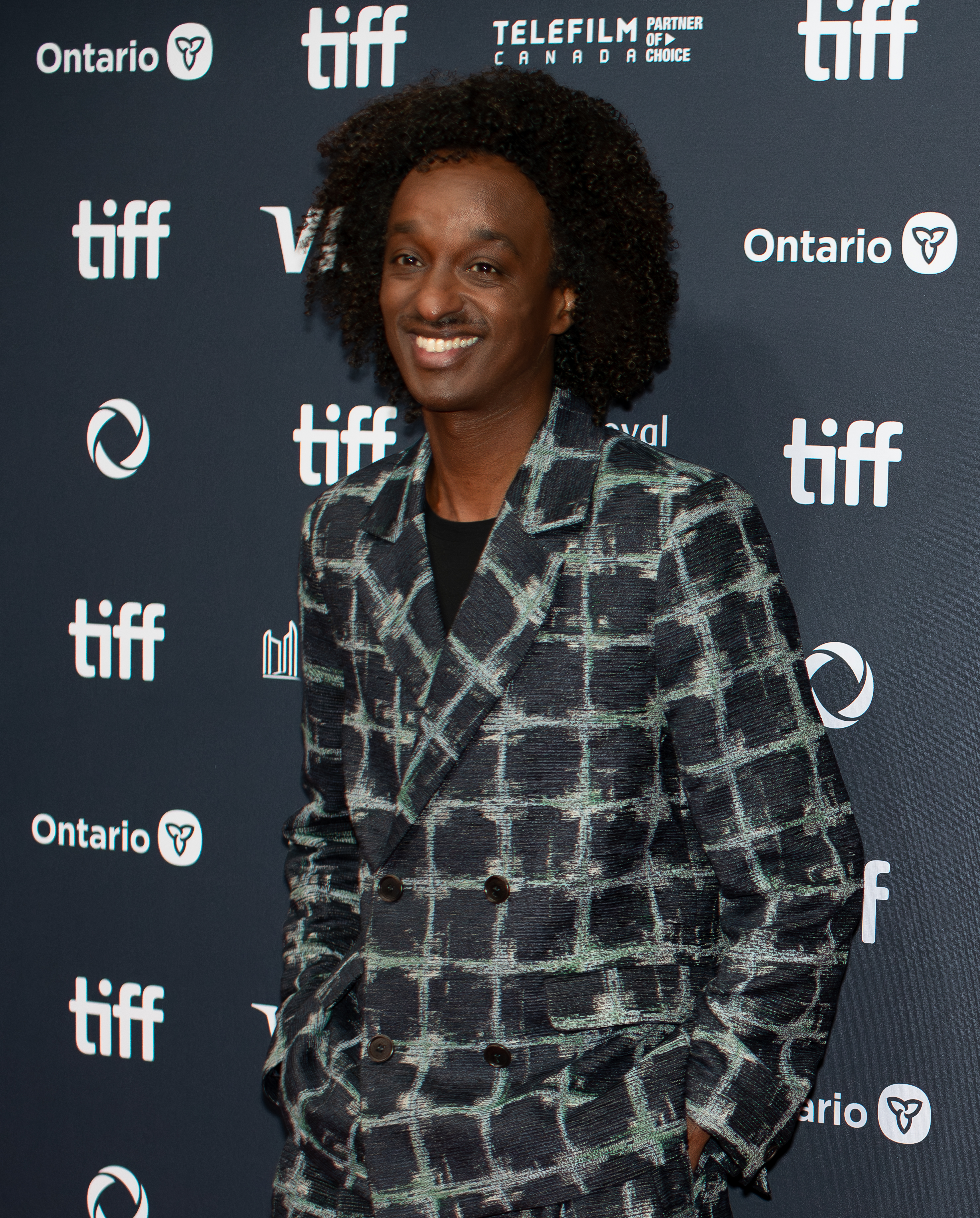
K’naan (2024)

K’naan (* 1. Februar 1978 in Mogadischu, Somalia als Kaynaan Cabdi Warsame, auch Keinan Abdi Warsame) ist ein somalisch-kanadischer Hip-Hop- und Reggae-Musiker. Bekanntheit erlangte er durch seine Hit-Single Wavin’ Flag im Jahr 2010. Er ist ein Neffe der verstorbenen Sängerin Magool.

## Leben

### Kindheit und Jugend
K’naan – der Name bedeutet auf Somali „Reisender“ –, dessen Tante Magool eine der berühmtesten somalischen Sängerinnen war, wurde in Mogadischu, der Hauptstadt Somalias, geboren und verbrachte dort auch die ersten Jahre seines Lebens. Heute bezeichnet er die Straßen der Stadt, auf denen er bereits im Alter von neun Jahren erste Erfahrungen mit der Rapmusik machte, rückblickend als „the meanest streets in the universe“, was auf Deutsch soviel heißt wie: „Die schlimmsten Straßen des Universums“.
Als der Bürgerkrieg 1991 Mogadischu erreichte, wanderten seine dem Hawiya-Clan angehörenden Eltern mit dem damals 13-jährigen K’naan nach New York City aus. Wenig später ließ sich die Familie in Rexdale, einem Stadtteil des kanadischen Toronto mit vielen Somaliern, nieder. Dort lernte er verhältnismäßig schnell Englisch, was auch daran lag, dass er viel Hip-Hop-Musik von Künstlern wie Nas und Rakim hörte und selbst begann, auf Englisch zu rappen. Er brach die Schule nach der zehnten Klasse ab, um zwei Jahre lang verschiedene Orte wie Washington, Minnesota, Ohio, England und die Schweiz zu bereisen. Danach kehrte er wieder nach Toronto zurück.

### Musikalische Anfänge
Im Jahr 2000 bildete K’naan zusammen mit dem Künstler Salam, der Bongo spielt, eine auch heute noch bestehende Musikgruppe. 2001 trat er in Genf zur Feier des 50. Geburtstags des UN-Flüchtlingskommissars auf. 2005 trat er mit DobaCaracol beim Live-8-Konzert in Barrie (Ontario) auf. Er nahm an der Breedlove Odysseys Tour mit Mos Def, Talib Kweli, Pharoahe Monch und Jean Grae teil und war bei der „Welcome to Jamrock“ (in FIFA 06 mit K’naans Soobax) mit Damian Marley dabei. Im Frühjahr 2006 durchquerten K’naan und Salam zusammen mit Damian Marley im Rahmen einer größeren Tournee Europa.

### Internationaler Durchbruch

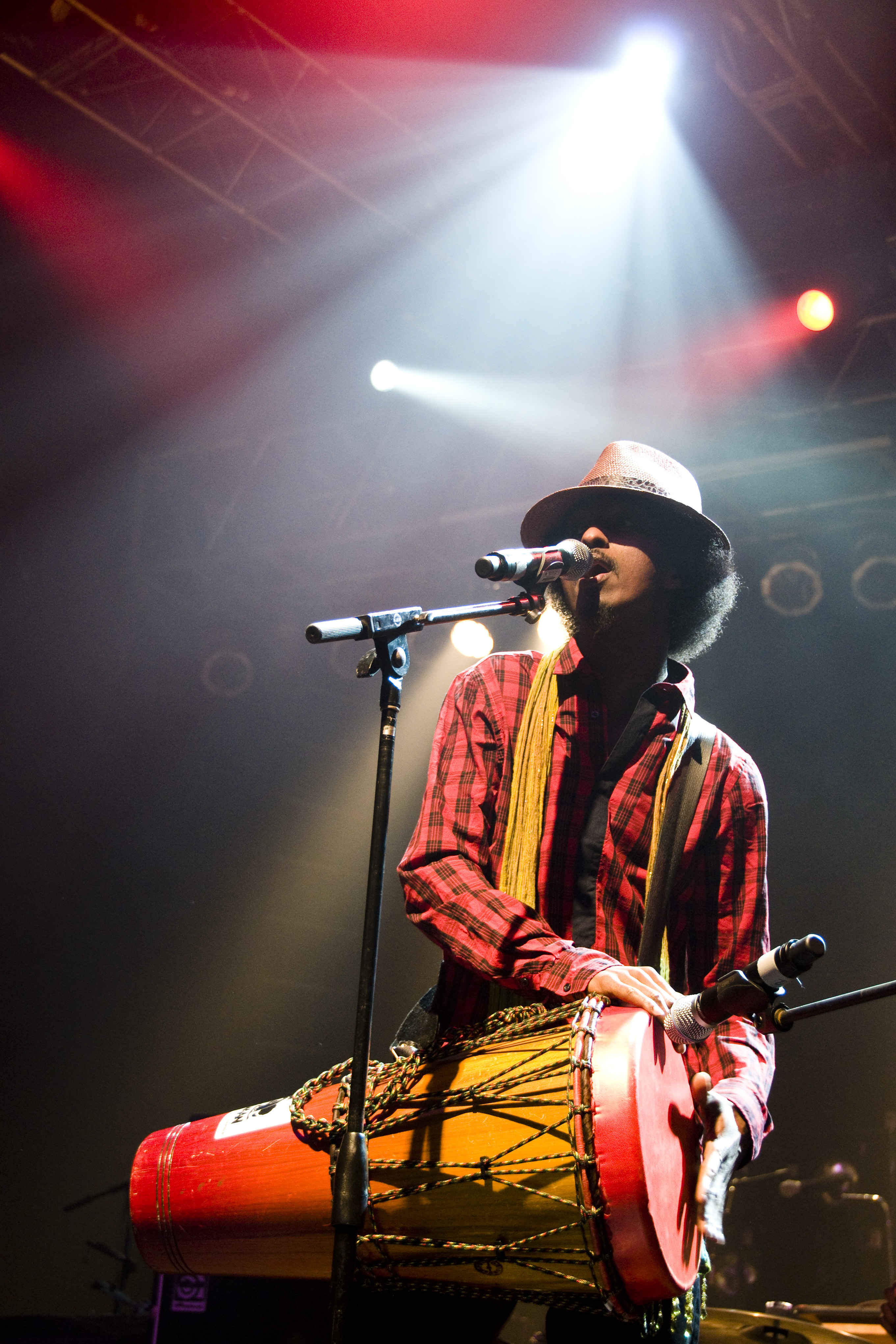
K’naan (2009)

In den Jahren 2009 und 2010 wurde K’naans Song Wavin’ Flag vom Album Troubadour in mehreren Versionen veröffentlicht: Mit diesem Album konnte man die ursprüngliche Version des Songs erwerben, zusätzlich wurde der Titel für das Charity-Projekt Young Artists for Haiti, bei dem viele kanadische Künstler wie Nelly Furtado, Avril Lavigne und K’naan selbst Geld für die Opfer des Erdbebens in Haiti 2010 sammelten, und in einer Celebration-Version als Werbesong zur Fußball-Weltmeisterschaft 2010 benutzt. So gelang Wavin’ Flag, das auch in einem Coca-Cola-Werbespot zur WM auftauchte, der internationale Durchbruch. Das Lied wurde ein internationaler Hit und erreichte in vielen Ländern Platz 1 der Charts. In Deutschland wurde die Single mit Platin ausgezeichnet. Daraufhin nahm der französische DJ David Guetta zusammen mit ihm und will.i.am einen Remix des Songs auf.
Zuvor hatte der Rapper mit diesem Song im Dezember 2009 an der von Coca-Cola gesponserten FIFA World Cup Trophy Tour teilgenommen, die ihn durch 86 Länder führte, darunter alle afrikanischen Staaten. Außerdem sang er das Lied beim offiziellen Eröffnungskonzert der WM am Abend vor dem Eröffnungsspiel.

### Verhältnis zum Heimatland Somalia
In verschiedenen Interviews kritisierte K’naan den Bürgerkriegszustand in seinem Geburtsland Somalia, wo er noch nie ein Konzert gab. In einem Gespräch mit der WDR-Radiowelle Funkhaus Europa äußerte sich der Musiker zu seinem Verhältnis zur Heimat folgendermaßen:

„Das Problem mit den Somaliern ist, dass sie als Menschen und Nation so stolz sind. Selbst wenn sie falsch behandelt werden, reagieren sie darauf nicht negativ und aggressiv. […] Es ist einer meiner größten Träume, irgendwann wieder in diesem Land zu leben. Auch wenn ich das Privileg und das Glück hatte, in anderen Teilen der Welt überleben zu können.“

## Musikstil
In seinen Liedern vermischt K’naan den traditionell amerikanischen Hip-Hop mit Reggae und afrikanischer Musik. In seinen Texten spricht der Künstler auch davon, den Hip-Hop „nach Hause“ nach Afrika zu bringen: „I take it home.“
Seine Texte singt er fast ausschließlich auf Englisch, was er laut eigener Aussage erst mit 15 Jahren gelernt hat. Nur in dem Song America beginnt er zunächst mit einer symbolischen Passage in seiner Heimatsprache. Auch seine Texte handeln häufig von seiner Herkunft und der Lage in seinem Heimatland Somalia. Rolling Stone.de sieht ihn daher mit seiner Musik als „Handlungsreisenden zwischen Pop und Politik.“ Er selbst sagt über seine Songtexte:

„Ich habe mich schon immer als einen Mittler zwischen den verschiedenen Welten gesehen. […] Ich finde es auch eher angenehm, dass man mich und meine Kunst auf verschiedene Weisen lesen kann. Ich hasse es, auf eine Rolle festgenagelt zu sein.“

Im Dezember 2012, nur zwei Monate nach der Veröffentlichung seines Albums Country, God Or The Girl, erschien bei der New York Times ein von ihm verfasster Artikel, in dem er sein neues Album stark kritisiert und sich für die Veränderung seines Stils entschuldigt. Er erklärt, wie er von seinem Label unter Druck gesetzt wurde, nach seinem Welterfolg Wavin’ Flag weiterhin „radiofreundliche Songs“ zu schreiben und zu singen, wodurch er immer mehr seine eigentlichen Wurzeln, nämlich Hip-Hop mit Einfluss traditioneller Somali-Musik, verlor.

## Diskografie

### Studioalben
| Jahr | Titel Musiklabel                    | Höchstplatzierung, Gesamtwochen, AuszeichnungChartplatzierungen (Jahr, Titel, Musiklabel, Platzierungen, Wochen, Auszeichnungen, Anmerkungen) | Höchstplatzierung, Gesamtwochen, AuszeichnungChartplatzierungen (Jahr, Titel, Musiklabel, Platzierungen, Wochen, Auszeichnungen, Anmerkungen) | Höchstplatzierung, Gesamtwochen, AuszeichnungChartplatzierungen (Jahr, Titel, Musiklabel, Platzierungen, Wochen, Auszeichnungen, Anmerkungen) | Höchstplatzierung, Gesamtwochen, AuszeichnungChartplatzierungen (Jahr, Titel, Musiklabel, Platzierungen, Wochen, Auszeichnungen, Anmerkungen) | Höchstplatzierung, Gesamtwochen, AuszeichnungChartplatzierungen (Jahr, Titel, Musiklabel, Platzierungen, Wochen, Auszeichnungen, Anmerkungen) | Anmerkungen                            |
| Jahr | Titel Musiklabel                    | DE | AT | CH | US | CA | Anmerkungen                            |
| ---- | ----------------------------------- | --- | --- | --- | --- | --- | -------------------------------------- |
| 2003 | My Life Is a Movie Self-Released    | — | — | — | — | — | Erstveröffentlichung: 2004             |
| 2004 | The Dusty Foot Philosopher BMG      | — | — | — | — | — | Erstveröffentlichung: 7. Juni 2005     |
| 2009 | Troubadour A&M/Octone               | DE55 (6 Wo.)DE | AT15 (11 Wo.)AT | CH9 (14 Wo.)CH | US32 (4 Wo.)US | CA7 (2 Wo.)CA | Erstveröffentlichung: 24. Februar 2009 |
| 2012 | Country, God or the Girl A&M/Octone | — | — | — | US129 (1 Wo.)US | — | Erstveröffentlichung: 3. Oktober 2012  |

### Livealben
- 2007: The Dusty Foot on the Road (Musiklabel: EMI / Virgin Records)

### EPs
| Jahr | Titel Musiklabel                       | Höchstplatzierung, Gesamtwochen, AuszeichnungChartsChartplatzierungen (Jahr, Titel, Musiklabel, Platzierungen, Wochen, Auszeichnungen, Anmerkungen) | Anmerkungen                           |
| Jahr | Titel Musiklabel                       | CA | Anmerkungen                           |
| ---- | -------------------------------------- | --- | ------------------------------------- |
| 2012 | More Beautiful Than Silence A&M/Octone | CA37 (… Wo.)CA | Erstveröffentlichung: 24. Januar 2012 |

### Mixtapes
- 2009: You Can’t Buy This (Mixed By K-Salaam & Beatnick)
- 2009: The Messengers 1 (Fela Kuti) (mit J.Period)
- 2009: The Messengers 2 (Bob Marley) (mit J.Period)
- 2009: The Messengers 3 (Bob Dylan) (mit J.Period)

### Singles als Leadmusiker
| Jahr | Titel Album                                                | Höchstplatzierung, Gesamtwochen, AuszeichnungChartplatzierungen (Jahr, Titel, Album, Platzierungen, Wochen, Auszeichnungen, Anmerkungen) | Höchstplatzierung, Gesamtwochen, AuszeichnungChartplatzierungen (Jahr, Titel, Album, Platzierungen, Wochen, Auszeichnungen, Anmerkungen) | Höchstplatzierung, Gesamtwochen, AuszeichnungChartplatzierungen (Jahr, Titel, Album, Platzierungen, Wochen, Auszeichnungen, Anmerkungen) | Höchstplatzierung, Gesamtwochen, AuszeichnungChartplatzierungen (Jahr, Titel, Album, Platzierungen, Wochen, Auszeichnungen, Anmerkungen) | Höchstplatzierung, Gesamtwochen, AuszeichnungChartplatzierungen (Jahr, Titel, Album, Platzierungen, Wochen, Auszeichnungen, Anmerkungen) | Höchstplatzierung, Gesamtwochen, AuszeichnungChartplatzierungen (Jahr, Titel, Album, Platzierungen, Wochen, Auszeichnungen, Anmerkungen) | Anmerkungen                                                               |
| Jahr | Titel Album                                                | DE | AT | CH | UK | US | CA | Anmerkungen                                                               |
| ---- | ---------------------------------------------------------- | --- | --- | --- | --- | --- | --- | ------------------------------------------------------------------------- |
| 2008 | ABC Troubadour                                             | — | — | — | — | — | CA75 (5 Wo.)CA | Erstveröffentlichung: 18. November 2008 feat. Chubb Rock                  |
| 2009 | Bang Bang Troubadour                                       | — | — | — | — | — | CA71 (7 Wo.)CA | Erstveröffentlichung: 14. März 2009 feat. Adam Levine                     |
| 2009 | Wavin’ Flag Troubadour                                     | — | — | — | — | — | CA2 (41 Wo.)CA | Erstveröffentlichung: 18. März 2009                                       |
| 2009 | Take a Minute Troubadour                                   | — | — | — | — | — | CA11 (20 Wo.)CA | Erstveröffentlichung: 7. Juli 2010                                        |
| 2010 | Wavin’ Flag (Celebration Mix) Troubadour: Champion Edition | DE1 ×3Dreifachgold · (28 Wo.)DE | AT1 (24 Wo.)AT | CH1 ×2Doppelplatin · (30 Wo.)CH | UK2 Platin · (14 Wo.)UK | US82 (7 Wo.)US | CA1 ×3Dreifachplatin · (41 Wo.)CA | Erstveröffentlichung: 30. April 2010 Remix feat. will.i.am & David Guetta |
| 2012 | Is Anybody Out There? More Beautiful Than Silence          | DE11 (10 Wo.)DE | AT7 (15 Wo.)AT | CH20 (11 Wo.)CH | — | US92 (2 Wo.)US | CA14 Platin · (20 Wo.)CA | Erstveröffentlichung: 11. Februar 2012 feat. Nelly Furtado                |
| 2012 | Hurt Me Tomorrow Country, God or the Girl                  | — | — | — | — | — | CA12 Platin · (22 Wo.)CA | Erstveröffentlichung: 1. Mai 2012                                         |

Weitere Singles
- 2023: Refugee

### Singles als Gastmusiker
| Jahr | Titel Album                        | Höchstplatzierung, Gesamtwochen, AuszeichnungChartplatzierungen (Jahr, Titel, Album, Platzierungen, Wochen, Auszeichnungen, Anmerkungen) | Höchstplatzierung, Gesamtwochen, AuszeichnungChartplatzierungen (Jahr, Titel, Album, Platzierungen, Wochen, Auszeichnungen, Anmerkungen) | Anmerkungen                                                      |
| Jahr | Titel Album                        | UK | CA | Anmerkungen                                                      |
| ---- | ---------------------------------- | --- | --- | ---------------------------------------------------------------- |
| 2010 | Wavin’ Flag –                      | — | CA1 (20 Wo.)CA | Erstveröffentlichung: 27. März 2010 mit Young Artists for Haiti  |
| 2010 | Stop for a Minute Night Train      | UK40 (3 Wo.)UK | — | Erstveröffentlichung: 22. Mai 2010 Keane feat. K’naan            |
| 2011 | Summer Paradise Get Your Heart On! | — | CA8 (35 Wo.)CA | Erstveröffentlichung: 13. Dezember 2011 Simple Plan feat. K’naan |

Weitere Gastbeiträge
- 2006: Till We Get There (M-1 feat. K’naan)
- 2009: L’Arme de Paix (Oxmo Puccino feat. K’naan)
- 2009: Think of All the Things (KRS-One & Buckshot)
- 2010: In Jamaica (Beatnick & K-Salaam feat. K’naan and Buckshot)
- 2010: Looking Back (Keane feat. K’naan)
- 2016: Immigrants (We Get the Job Done) (Snow tha Product, Riz MC, Resīdεntә feat. K’naan)

## Auszeichnungen für Musikverkäufe
| Goldene Schallplatte - Brasilien - 2024: für die Single Bang Bang Platin-Schallplatte - Brasilien - 2024: für die Single Wavin’ Flag - Italien - 2014: für die Single Wavin’ Flag - Spanien - 2010: für die Single Wavin’ Flag |

Anmerkung: Auszeichnungen in Ländern aus den Charttabellen bzw. Chartboxen sind in ebendiesen zu finden.
| Land/RegionAuszeichnungen für Musikverkäufe (Land/Region, Auszeichnungen, Verkäufe, Quellen) | Gold     | Platin       | Verkäufe | Quellen             |
| -------------------------------------------------------------------------------------------- | -------- | ------------ | -------- | ------------------- |
| Brasilien (PMB)                                                                              | Gold1    | Platin1      | 90.000   | pro-musicabr.org.br |
| Deutschland (BVMI)                                                                           | Gold1    | Platin1      | 450.000  | musikindustrie.de   |
| Italien (FIMI)                                                                               | —        | Platin1      | 30.000   | fimi.it             |
| Kanada (MC)                                                                                  | —        | 5× Platin5   | 280.000  | musiccanada.com     |
| Schweiz (IFPI)                                                                               | —        | 2× Platin2   | 60.000   | hitparade.ch        |
| Spanien (Promusicae)                                                                         | —        | Platin1      | 40.000   | elportaldemusica.es |
| Vereinigtes Königreich (BPI)                                                                 | —        | Platin1      | 600.000  | bpi.co.uk           |
| Insgesamt                                                                                    | 2× Gold2 | 12× Platin12 |          |                     |

## Auszeichnungen
| Jahr | Auszeichnung | Kategorie                         | Anmerkung                      | Ergebnis  |
| 2006 | Juno Award   | Rapaufnahme des Jahres            | für The Dusty Foot Philosopher | Gewonnen  |
| 2010 | Juno Award   | Rapaufnahme des Jahres            | für Troubadour                 | Nominiert |
| 2010 | Juno Award   | Künstler des Jahres               |                                | Gewonnen  |
| 2010 | Juno Award   | Songwriter des Jahres             |                                | Gewonnen  |
| 2010 | MOBO Award   | Afrikanischer Künstler des Jahres |                                | Gewonnen  |